# Caroline Chikezie
Caroline Chikezie (Londres, 19 de febrero de 1974) es una actriz británica de ascendencia nigeriana, reconocida por interpretar el papel de Sasha Williams en la serie Así somos, de Elaine Hardy en Footballers' Wives, de Siren en la película Mayhem y de Nichole Sykes en The Passage.

## Filmografía

### Cine y televisión
| Año  | Título                                 | Papel              | Notas                                      |
| ---- | -------------------------------------- | ------------------ | ------------------------------------------ |
| 1998 | Brothers and Sisters                   | Belinda Ofori      |                                            |
| 1998 | Babymother                             | Sharon             | Telefilme                                  |
| 1999 | Virtual Sexuality                      | Asistente de Gushy |                                            |
| 1999 | Casualty                               | Donna              | Episodio: "Free Fall"                      |
| 2001 | As If                                  | Sasha Williams     | 7 episodios                                |
| 2002 | Holby City                             | Jamila James       | Episodio: "Judas Kiss: Part 1 & 2"         |
| 2002 | Babyfather                             | Kandii             | Episodio: "2.1"                            |
| 2003 | 40                                     | Denise             | 7 episodios                                |
| 2005 | The Mistress of Spices                 | Myisha             |                                            |
| 2005 | Aeon Flux                              | Freya              |                                            |
| 2006 | Take 3 Girls                           | Spot               |                                            |
| 2006 | Breaking and Entering                  | Erika              |                                            |
| 2006 | Eragon                                 | Nasuada            |                                            |
| 2006 | Torchwood                              | Lisa Hallett       | Episodio: "Cyberwoman"                     |
| 2007 | Torchwood                              | Lisa Hallett       | Episodio: "End of Days"                    |
| 2007 | Nice Girls Don't Get the Corner Office | Rachel             | Telefilme                                  |
| 2007 | Supernatural                           | Tamara             | Episodio: "The Magnificent Seven"          |
| 2009 | The Killing of Wendy                   | Zora               |                                            |
| 2010 | Paris Connections                      | Nathalie de Barge  |                                            |
| 2010 | Inale                                  | Inale              |                                            |
| 2012 | Casualty                               | Teri Layeni        | Episodio: "All in a Day's Nightmare"       |
| 2012 | The Sweeney                            | Clarke             |                                            |
| 2012 | Crime Stories                          | Susie Fisher       | Episodio: "1.20"                           |
| 2013 | By Any Means                           |                    |                                            |
| 2016 | The Governor                           | Angela Ochello     | 4 episodios                                |
| 2017 | Mayhem                                 | Siren              |                                            |
| 2017 | The Shannara Chronicles                | Queen Tamlin       | Episodios: "Wraith", "Graymark", "Dweller" |
| 2019 | The Passage                            | Nichole Sykes      |                                            |